# Sapindus mukorossi

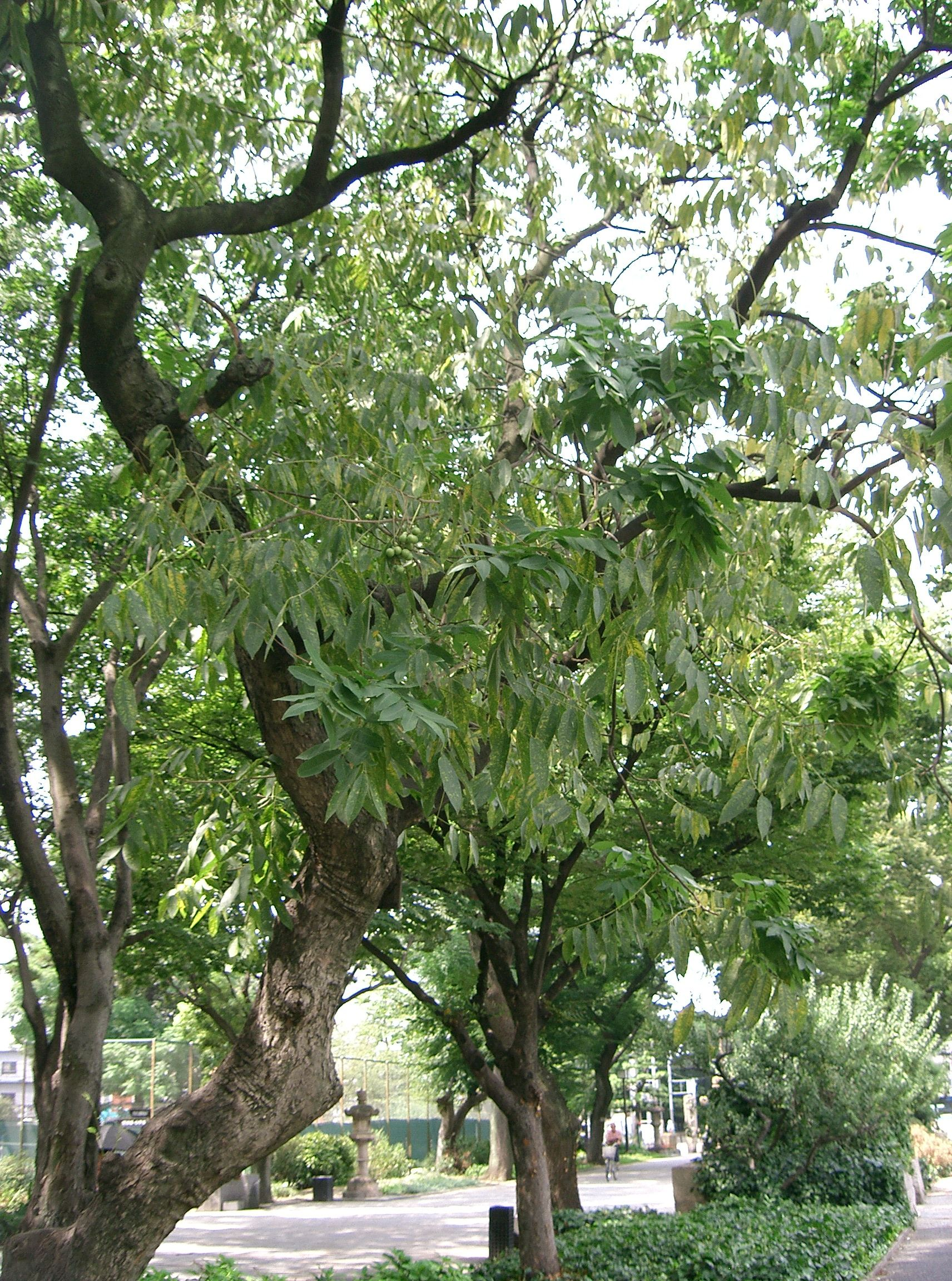
Arborele de săpun

Sapindus mukorossi sau arborele de săpun este o specie de copaci din familia Sapindaceae. Este unul dintre cei mai importanți arbori din zona tropicală și sub-tropicală a Asiei și crește în zone cu altitudine între 200 si 1500m. Copacii ajung la o înălțime de 20m și înfloresc în timpul verii, fructele apar în iulie-august și sunt coapte în noiembrie-decembrie. Fructele sunt rotunde și au diametrul de 1.5-2.5cm. Ele sunt lăsate să se usuce si sâmburele din interior este scos.
Fructele sunt importante pentru saponina pe care o conțin (10.1%) prezentă în pericarp. Fructele sunt expectorante, emetice, contraceptive, tratează salivația excesivă, epilepsia, îndepărtează păduchii, tratează migrenele, eczemele, psoriazisul și pistruii (Kirtikar și Basu, 1991). Pulberea din semințe este utilizată în tratamentul cariilor dentare, artritei, răcelilor, constipației. Coaja nucilor de săpun este folosită ca detergent sau șampon pentru păr. 
Denumiri ale fructelor acestui copac: nuci de săpun, nuci de spălat, reetha, ritha.

## Nucile de săpun

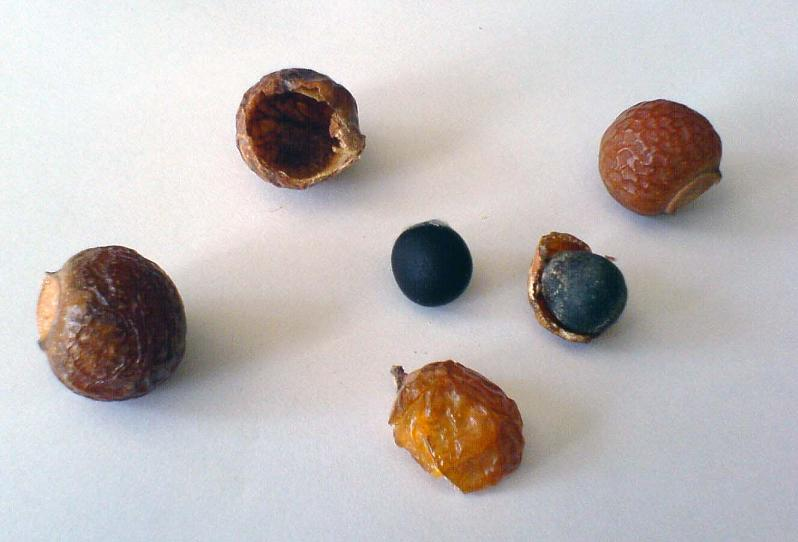
Nuci de săpun

### Utilizarea ca detergent
Datorită conținutului lor ridicat în saponina, nucile de săpun sau nucile de spălat se folosesc ca detergent și sunt o alternativă ecologică și 100% naturală la detergenții chimici. Pentru spalărea rufelor cu mașina de spălat: săculețul de pânză în care au fost puse 4-5 nuci se pune în mașina de spălat împreună cu rufele. Nucile se pot utiliza de încă 2 ori dacă se spală la temperaturi de până la 60 grade Celsius, deoarece nu este eliminată toată saponina din coajă la o singură spălare. 
De asemenea, nucile de săpun pot fi fierte în apă și cu lichidul obținut pot fi spălate vasele, podelele, fructele și legumele, animalele de companie. 

### Eficiența ca detergent pentru rufe
Nucile de săpun sunt foarte bune pentru rufele colorate care nu se vor mai decolora de la detergenții chimici. Pentru rufele albe este indicată folosirea bicarbonatului de sodiu ca înălbitor. 
Nucile de săpun nu sunt la fel de eficiente în scoaterea petelor precum un detergent obișnuit. Pentru a se apropia de performanțele chimicalelor prezente în detergenții clasici, se pot folosi înălbitori ecologici bazați pe peroxid de hidrogen care la spălare este separat din nou la 50 grade Celsius și se descompune în apă și oxigen activ.

### Beneficiile nucilor de săpun
Nucile de săpun sunt economice, ușor de utilizat, hipoalergenice și biodegradabile. De asemenea, nucile de săpun nu poluează, au proprietăți antibacteriene, prelungesc perioada de viață a mașinilor de spălat, sunt potrivite pentru orice tip de țesături și elimină necesitatea folosirii unui balsam de rufe.

### Alte forme de utilizare
Nucile de săpun se pot folosi fie în starea lor naturală, fie transformate într-un lichid concentrat sau în pudră. In comert au aparut si produse de curatenie pe baza de nuci de sapun cum ar fi: detergenti lichizi de rufe, detergenti de vase si chiar sampon.